# Sportpressefest
Das Sportpressefest war eine sportliche Großveranstaltung und eine Schau verschiedener Sportarten. 

## Geschichte
Es fand bis zum Zweiten Weltkrieg jährlich in der Berliner Deutschlandhalle statt und es wurden Darbietungen verschiedener Sportarten, wie Turnen oder Ringen, gezeigt.
Es turnten u. a. die Turner der Deutschlandriege.
So wurde sowohl 1935 als auch 1936 ein Weltrekord im Gewichtheben durch Josef Manger aufgestellt.